# Said Ahmed El-Ashry
Said Ahmed El-Ashry (arab. سعيد أحمد العشري; ur. 15 sierpnia 1949 w Aleksandrii) – egipski bokser, uczestnik Letnich Igrzysk Olimpijskich 1972 i Letnich Igrzysk Olimpijskich 1976.
W 1972 roku na igrzyskach olimpijskich w Monachium, startował w turnieju w wadze papierowej. W pierwszej fazie zawodów, jego rywalem był Meriga Salou Seriki z Dahomeju (obecnie Benin), z którym wygrał jednogłośnie 5-0. W następnym pojedynku został pokonany przez Jamesa Odworiego z Ugandy (Egipcjanin przegrał przez RSC w drugiej rundzie).
Cztery lata później, startował w wadze muszej. Rozegrał tylko jeden pojedynek, w którym zwyciężył. Pokonał 5-0 reprezentanta Węgier Sándora Orbána. Nie wystartował w kolejnej fazie rozgrywek, przez co odpadł z rywalizacji.